# Lestrod Roland
Lestrod Roland (* 5. September 1992 in Basseterre) ist ein ehemaliger Sprinter aus St. Kitts und Nevis.
Er trat bei den Olympischen Sommerspielen 2012 in London in der Staffel über 4 × 100 m an. Die Stafette von St. Kitts und Nevis belegte den sechsten Platz in den Vorläufen mit einer Zeit von 38,41 s und erreichte damit nicht die Qualifikation für das Finale.

## Persönliche Bestzeiten
| Wettkampf | Ergebnis                 | Austragungsort         | Datum            |
| Außen     | Außen                    | Außen                  | Außen            |
| --------- | ------------------------ | ---------------------- | ---------------- |
| 100 m     | 10,28 s (Wind: +1,0 m/s) | Lubbock, Texas         | 3. Mai 2014      |
| 200 m     | 20,60 s (Wind: +1,8 m/s) | Basseterre             | 9. Juni 2013     |
| 400 m     | 46,41 s                  | Basseterre             | 22. Juni 2014    |
| Halle     |                          |                        |                  |
| 60 m      | 6,84 s                   | Fayetteville, Arkansas | 14. Februar 2014 |
| 200 m     | 21,28 s                  | Fayetteville, Arkansas | 15. Februar 2014 |
| 400 m     | 51,78 s                  | Houston, Texas         | 15. Januar 2010  |